# Jacques Putz
Jean Jacques Victor Constant Putz (Luik, 17 oktober 1911) was een Belgisch hockeyer.

## Levensloop
Putz was actief bij RRC Bruxelles.
Hij maakte deel uit van het Belgisch hockeyteam. Met de nationale ploeg nam hij onder meer deel aan de Olympische Zomerspelen van 1936. Ook maakte hij als coach deel uit van de nationale equipe die in 1959 werd bekroond met de 'Nationale trofee voor sportverdienste'.